# Plaza de Europa (Zaragoza)

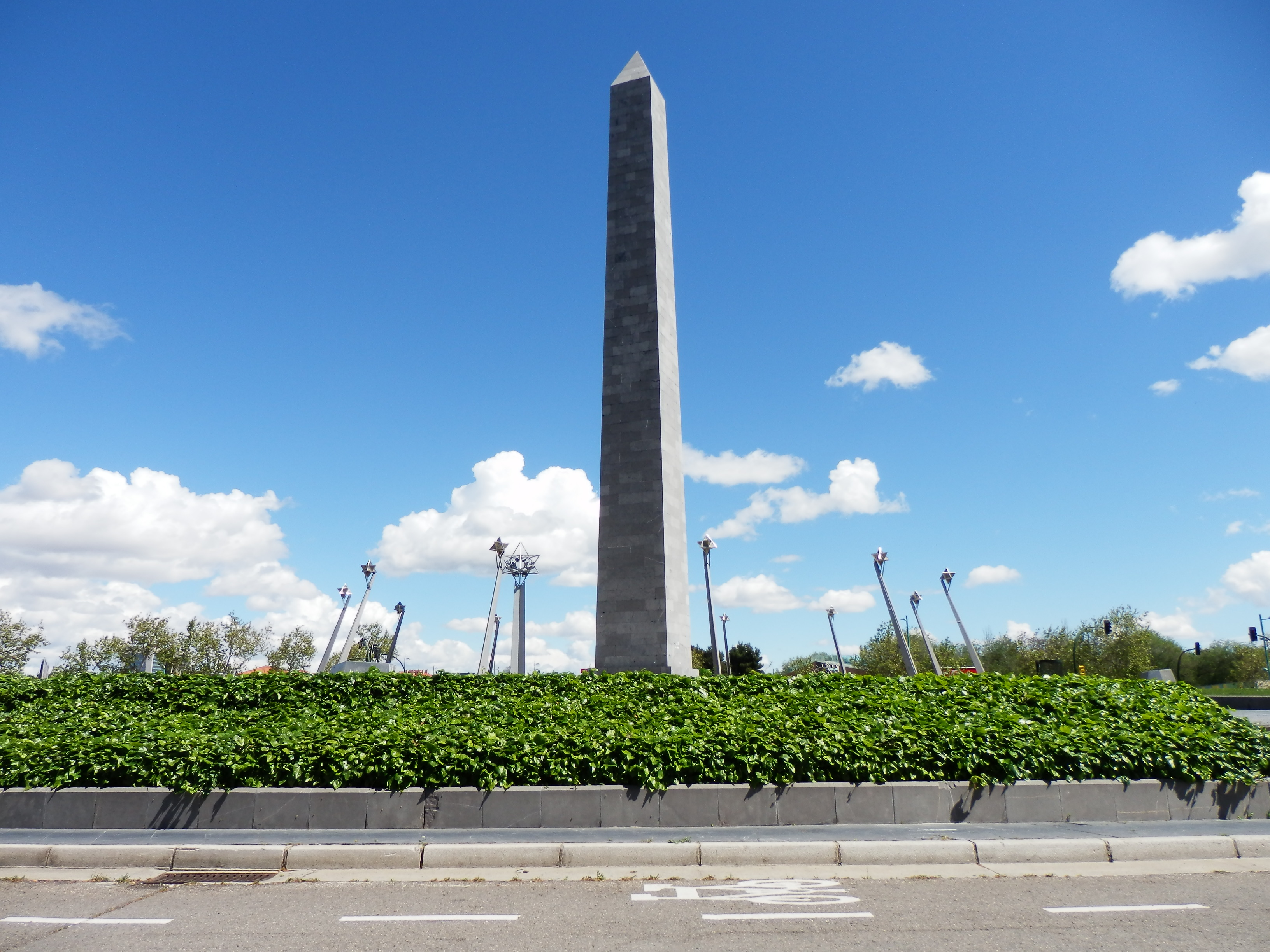
Vistas de la plaza y el obelisco

La plaza de Europa es una plaza de Zaragoza, España, de 80 metros de diámetro, situada en el barrio de Almozara, tras el puente de la Almozara junto al río Ebro. La plaza se construyó en 1987, cuando concluidas las obras del puente de la Almozara se decide la creación de este espacio en su acceso.

## Monumentos

### El obelisco
Se sitúa en el centro de la plaza un obelisco, de 33 metros de altura en mármol y hormigón, está inspirado en los obeliscos del antiguo Egipto. La obra se proyecta desde la creación de la plaza y es inaugurado el 22 de enero de 1990. En homenaje a Europa en la base del monumento aparece dibujada una estrella de 12 puntas en honor a los 12 miembros que la Unión Europea tenía en aquel momento. Encima de cada punta hay una farola con forma de estrella octángula. El diseño y proyecto fue realizado por La Asociación cultural "Pablo Gargallo", fundada en 1983 por el escultor Alberto Pagnussatt e integrada por (Fernanda Sanz, Isabel Queralt, Irene Cantabrana, Pilar Pérez y Alberto Pagnussatt). Equipo técnico formado por Carlos Bressel,arquitecto, y Santiago Hernández, ingeniero.

### Quetzal
Se trata de una escultura alegórica de las aves centroamericanas Quetzal. Situada a la salida del puente de la Almozara. Sobre un pedestal triangular aparecen unas láminas de acero que rotan sobre un eje represando la imagen difusa de un pájaro. Fue inaugurada en 1988 y es obra de Antonio M. Santonja.